# Half Moon Street
Half Moon Street är en brittisk-amerikansk långfilm från 1986 i regi av Bob Swaim, med Sigourney Weaver, Michael Caine, Patrick Kavanagh och Faith Kent i rollerna.

## Handling
Dr. Lauren Slaughter (Sigourney Weaver) är en amerikanska som jobbar som kinaexpert i London. Hon är inte särskilt nöjd med jobbet och för att dryga ut inkomsten arbetar hon som callgirl. En av männen som använder hennes tjänster är Lord Bulbeck (Michael Caine). Bulbeck sitter i brittiska överhuset där han arbetar med försvarsfrågor. De inleder ett förhållande.
Under en bakgrundskontroll av Bulbeck upptäcker säkerhetstjänsten förhållandet och de misstänker att det finns en baktanke till Slaughters intresse.

## Rollista
| Sigourney Weaver | – Dr. Lauren Slaughter        |
| Michael Caine    | – Lord Sam Bulbeck            |
| Patrick Kavanagh | – General Sir George Newhouse |
| Faith Kent       | – Lady Newhouse               |
| Ram John Holder  | – Lindsay Walker              |
| Keith Buckley    | – Hugo Van Arkady             |
| Ann Hanson       | – Mrs. Van Arkady             |
| Patrick Newman   | – Julian Shuttle              |
| Niall O'Brien    | – Captain Twilley             |
| Nadim Sawalha    | – Karim Hatami                |
| Vincent Lindon   | – Sonny                       |
| Muriel Villiers  | – Madame Cybele               |
| Michael Elwyn    | – Tom Haldane                 |
| Ninka Scott      | – Mrs. Haldane                |
| Jasper Jacob     | – Rex Lanham                  |